# Lista de governadores de Rhode Island
Esta é uma lista de governadores de Rhode Island:
| Número | Governador                   | Data da posse          | Data da saída          | Partido               | Notas |
| ------ | ---------------------------- | ---------------------- | ---------------------- | --------------------- | ----- |
| 1      | Nicholas Cooke               | 7 de novembro de 1775  | 4 de maio de 1778      | sem partido           |       |
| 2      | William Greene               | 4 de maio de 1778      | 3 de maio de 1786      | sem partido           |       |
| 3      | John Collins                 | 3 de maio de 1786      | 5 de maio de 1790      | sem partido           |       |
| 4      | Arthur Fenner                | 5 de maio de 1790      | 15 de outubro de 1805  | Country               |       |
| 5      | Henry Smith                  | 15 de outubro de 1805  | 7 de maio de 1806      | Country               |       |
| 6      | Isaac Wilbour                | 7 de maio de 1806      | 6 de maio de 1807      | Country               |       |
| 7      | James Fenner                 | 6 de maio de 1807      | 1º de maio de 1811     | Democrata-Republicano |       |
| 8      | William Jones                | 1º de maio de 1811     | 7 de maio de 1817      | Federalista           |       |
| 9      | Nehemiah Knight              | 7 de maio de 1817      | 2 de maio de 1821      | Democrata-Republicano |       |
| 10     | William Gibbs                | 2 de maio de 1821      | 5 de maio de 1824      | Democrata-Republicano |       |
| 11     | James Fenner                 | 5 de maio de 1824      | 4 de maio de 1831      | Democrata-Republicano |       |
| 12     | Lemuel Arnold                | 4 de maio de 1831      | 1º de maio de 1833     | Nacional Republicano  |       |
| 13     | John Francis                 | 1º de maio de 1833     | 2 de maio de 1838      | Democrata             |       |
| 14     | William Sprague III          | 2 de maio de 1838      | 2 de maio de 1839      | Whig                  |       |
| 15     | Samuel Ward King             | 2 de maio de 1839      | 2 de maio de 1843      | Rhode Island          |       |
| 16     | Thomas Dorr                  | 1º de maio de 1842     | 23 de janeiro de 1843  | Rebelião Dorr         |       |
| 17     | James Fenner                 | 2 de maio de 1843      | 6 de maio de 1845      | Lei e Ordem           |       |
| 18     | Charles Jackson              | 6 de maio de 1845      | 6 de maio de 1846      | Whig                  |       |
| 19     | Byron Diman                  | 6 de maio de 1846      | 4 de maio de 1847      | Lei e Ordem           |       |
| 20     | Elisha Harris                | 4 de maio de 1847      | 1º de maio de 1849     | Whig                  |       |
| 21     | Henry Anthony                | 1º de maio de 1849     | 6 de maio de 1851      | Whig                  |       |
| 22     | Philip Allen                 | 6 de maio de 1851      | 20 de julho de 1853    | Democrata             |       |
| 23     | Francis Dimond               | 20 de julho de 1853    | 2 de maio de 1854      | Democrata             |       |
| 24     | William Hoppin               | 2 de maio de 1854      | 26 de maio de 1857     | Whig                  |       |
| 25     | Elisha Dyer                  | 26 de maio de 1857     | 31 de maio de 1859     | Republicano           |       |
| 26     | Thomas Turner                | 31 de maio de 1859     | 29 de maio de 1860     | Republicano           |       |
| 27     | William Sprague IV           | 29 de maio de 1860     | 3 de março de 1863     | Republicano           |       |
| 28     | William Cozzens              | 3 de março de 1863     | 26 de maio de 1863     | Democrata             |       |
| 29     | James Smith                  | 26 de maio de 1863     | 29 de maio de 1866     | Republicano           |       |
| 30     | Ambrose Everett Burnside     | 29 de maio de 1866     | 25 de maio de 1869     | Republicano           |       |
| 31     | Seth Padelford               | 25 de maio de 1869     | 27 de maio de 1873     | Republicano           |       |
| 32     | Henry Howard                 | 27 de maio de 1873     | 25 de maio de 1875     | Republicano           |       |
| 33     | Henry Lippitt                | 25 de maio de 1875     | 29 de maio de 1877     | Republicano           |       |
| 34     | Charles Van Zandt            | 29 de maio de 1877     | 25 de maio de 1880     | Republicano           |       |
| 35     | Alfred Littlefield           | 25 de maio de 1880     | 29 de maio de 1883     | Republicano           |       |
| 36     | Augustus Bourn               | 29 de maio de 1883     | 26 de maio de 1885     | Republicano           |       |
| 37     | George Wetmore               | 26 de maio de 1885     | 29 de maio de 1887     | Republicano           |       |
| 38     | John W. Davis                | 29 de maio de 1887     | 29 de maio de 1888     | Democrata             |       |
| 39     | Royal Taft                   | 29 de maio de 1888     | 28 de maio de 1889     | Republicano           |       |
| 40     | Herbert Ladd                 | 28 de maio de 1889     | 27 de maio de 1890     | Republicano           |       |
| 41     | John W. Davis                | 27 de maio de 1890     | 26 de maio de 1891     | Democrata             |       |
| 42     | Herbert Ladd                 | 26 de maio de 1891     | 31 de maio de 1892     | Republicano           |       |
| 43     | Daniel Russell Brown         | 31 de maio de 1892     | 29 de maio de 1895     | Republicano           |       |
| 44     | Charles Lippitt              | 29 de maio de 1895     | 25 de maio de 1897     | Republicano           |       |
| 45     | Elisha Dyer                  | 25 de maio de 1897     | 29 de maio de 1900     | Republicano           |       |
| 46     | William Gregory              | 29 de maio de 1900     | 16 de dezembro de 1901 | Republicano           |       |
| 47     | Charles Kimball              | 16 de dezembro de 1901 | 3 de janeiro de 1903   | Republicano           |       |
| 48     | Lucius Garvin                | 3 de janeiro de 1903   | 3 de janeiro de 1905   | Democrata             |       |
| 49     | George Utter                 | 3 de janeiro de 1905   | 1 de janeiro de 1907   | Republicano           |       |
| 50     | James Higgins                | 1 de janeiro de 1907   | 5 de janeiro de 1909   | Democrata             |       |
| 51     | Aram Pothier                 | 5 de janeiro de 1909   | 5 de janeiro de 1915   | Republicano           |       |
| 52     | R. Livingston Beeckman       | 5 de janeiro de 1915   | 4 de janeiro de 1921   | Republicano           |       |
| 53     | Emery San Souci              | 4 de janeiro de 1921   | 2 de janeiro de 1923   | Republicano           |       |
| 54     | William Flynn                | 2 de janeiro de 1923   | 6 de janeiro de 1925   | Democrata             |       |
| 55     | Aram Pothier                 | 6 de janeiro de 1925   | 4 de fevereiro de 1928 | Republicano           |       |
| 56     | Norman Case                  | 4 de fevereiro de 1928 | 3 de janeiro de 1933   | Republicano           |       |
| 57     | Theodore Francis Green       | 3 de janeiro de 1933   | 5 de janeiro de 1937   | Democrata             |       |
| 58     | Robert Quinn                 | 5 de janeiro de 1937   | 3 de janeiro de 1939   | Democrata             |       |
| 59     | William Henry Vanderbilt III | 3 de janeiro de 1939   | 7 de janeiro de 1941   | Republicano           |       |
| 60     | J. Howard McGrath            | 7 de janeiro de 1941   | 6 de outubro de 1945   | Democrata             |       |
| 61     | John Orlando Pastore         | 6 de outubro de 1945   | 19 de dezembro de 1950 | Democrata             |       |
| 62     | John McKiernan               | 19 de dezembro de 1950 | 2 de janeiro de 1951   | Democrata             |       |
| 63     | Dennis Roberts               | 2 de janeiro de 1951   | 6 de janeiro de 1959   | Democrata             |       |
| 64     | Christopher Del Sesto        | 6 de janeiro de 1959   | 3 de janeiro de 1961   | Republicano           |       |
| 65     | John A. Notte, Jr.           | 3 de janeiro de 1961   | 1 de janeiro de 1963   | Democrata             |       |
| 66     | John Hubbard Chafee          | 1 de janeiro de 1963   | 7 de janeiro de 1969   | Republicano           |       |
| 67     | Frank Licht                  | 7 de janeiro de 1969   | 2 de janeiro de 1973   | Democrata             |       |
| 68     | Philip Noel                  | 2 de janeiro de 1973   | 4 de janeiro de 1977   | Democrata             |       |
| 69     | J. Joseph Garrahy            | 4 de janeiro de 1977   | 1 de janeiro de 1985   | Democrata             |       |
| 70     | Edward DiPrete               | 1 de janeiro de 1985   | 1 de janeiro de 1991   | Republicano           |       |
| 71     | Bruce Sundlun                | 1 de janeiro de 1991   | 3 de janeiro de 1995   | Democrata             |       |
| 72     | Lincoln Almond               | 3 de janeiro de 1995   | 7 de janeiro de 2003   | Republicano           |       |
| 73     | Donald Carcieri              | 7 de janeiro de 2003   | 4 de janeiro de 2011   | Republicano           |       |
| 74     | Lincoln Chafee               | 4 de janeiro de 2011   | 30 de maio de 2013     | sem partido           |       |
| 74     | Lincoln Chafee               | 30 de maio de 2013     | 6 de janeiro de 2015   | Democrata             |       |
| 75     | Gina Raimondo                | 6 de janeiro de 2015   | 2 de março de 2021     | Democrata             |       |
| 76     | Daniel McKee                 | 2 de março de 2021     | presente               | Democrata             |       |